# NGC 4339
NGC 4339 este o galaxie eliptică situată în constelația Fecioara. A fost descoperită în 13 aprilie 1784 de către William Herschel. Se află la o distanță de 16,22 megaparseci de Pământ.